# 미나미 유코
미나미 유코(일본어: 南 悠子 みなみ ゆうこ[*], 1923년 10월 1일~2013년 3월 2일)는 배우이자, 전 다카라즈카 가극단 츠키구미ㆍ호시구미 주연 남역이다. 본명은 우에노 유코 (上野悠子)이다. 도쿄도 출신이고, 재단 시절 공식 키는 161cm, 애칭은 "유-코상 (본명인 유코에서)"이다.
재단 당시, 아와시마 치카게, 쿠지 아사미와 함께  『도쿄의 세 날개 까마귀(東京の三羽烏)』로 불렸다. 쇼에이고등여학교 (현 쇼에이죠시가쿠인 중학교ㆍ고등학교) 출신이다.

## 약력
1939년, 다카라즈카 음악무용학교 (현 다카라즈카 음악학교)에 입학하였다.
1941년, 다카라즈카 가극단 29기생으로 입단하였다. 초무대 공연 연목은 『오행출진(正行出陣)』이다. 다카라즈카 입단 당시 성적은 17명 중 7등이었다.
또한, 다카라즈카 재단 시절에도, 미나미는 영화나 TV드라마에 많이 출연하였다.
1971년, 다카라즈카 가극단을 퇴단하였다. 최종 출연 공연 연목은 츠키구미 공연 『갈매기여 파도를 넘어(鷗よ波濤を越えて)』이다. 퇴단 후에는 무용가로써 활동했다.
2013년 3월 2일, 향년 89세의 나이로 급성호흡부전으로 사망했다. 앞에 쓴 『도쿄의 세 날개 까마귀(東京の三羽烏)』의 마지막 한 사람이었다.
2014년, 다카라즈카 가극단 창립 100주년을 기념해 설립된 『다카라즈카 가극 전당(宝塚歌劇の殿堂)』 최초 100인 중 한명으로 전당에 입성하였고, 동시에 아와시마와 쿠지도 전당 입성하였기 때문에, 『도쿄의 세 날개 까마귀(東京の三羽烏)』 전원 전당 입성하게 되었다.

## 영화
- 猫と庄造と二人のをんな (1956년) - 하츠코(初子) 役
- 浮気旅行 (1956년)
- 銭形平次捕物控　どくろ駕籠 (1955년) - 오시즈(お静) 役
- 女の学校 (1955년) - 마담 마츠요(マダム松代) 役
- 鞍馬天狗　疾風八百八町 (1954년)
- 恋風街道 (1954년)
- 右門捕物帖　まぼろし変化 (1954년)- 오쵸(お蝶) 役
- 仇討珍剣法 (1954년)
- 照る日くもる日 (1954년)

## 드라마
- 春宵 (1959년 3월 6일, NHK)
- からすなぜ泣くの (1959년 11월 8일, NET)
- 青葉の笛 (1960년 3월 4일, NTV)
- 西瓜提灯 (1960년 7월 1일, NET)
- 草の実 (1960년 8월 8일 - 9월 5일, NTV)
- あしあと (1961년 1월 23일, YTV)
- 本陣蕎麦 (1963년 1월 4일, TBS)
- 夜の配役 (1963년 8월 23일, NHK)
- どこがちがうねん (1964년 8월 15일, YTV)
- 千姫 (1966년 6월 2일 - 10월 13일, MBS)
- 松のみどり (1966년 9월 8일, NHK)
- 夫婦百景 (第377回)只今別居中 (1966년 10월 11일, NTV)
- 船場 (1967년 4월 2일 - 1968년 3월 31일, KTV)
- 堂島 (1968년 4월 7일 - 1969년 3월 30일, KTV)

## 미나미 유코를 연기한 배우
- 타나카 슈리 『코시지 후부키 모노가타리(越路吹雪物語)』 (2018년, 테레비아사히, 오비드라마시어터)

## 같이 보기
- 도쿄도 출신 인물 목록